# Platypalpus alexippus
Platypalpus alexippus är en tvåvingeart som beskrevs av Walker 1849. Platypalpus alexippus ingår i släktet Platypalpus och familjen puckeldansflugor.
Artens utbredningsområde är Ontario. Inga underarter finns listade i Catalogue of Life.